# Iowa Barnstormers
Gli Iowa Barnstormers sono una squadra della Arena Football League con sede a Des Moines, Iowa. La squadra disputa le sue partite casalinghe al Veterans Memorial Auditorium.

## Storia
Diverse squadre chiamate Iowa Barnstormers hanno giocato nella AFL o nella sua lega di sviluppo, la af2, a partire dal 1995. La squadra originale giocò a Des Moines al Veterans Memorial Auditorium dal 1995 al 2000 e in seguitò si spostò a Uniondale, New York, dove cambiarono nome in New York Dragons. L'anno successivo a Des Moines fu assegnata una franchigia nella af2 franchise che riprese il nome di Barnstormers ma la squadra sospese la operazioni alla fine del 2001. Nel 2008 una nuova squadra chiamata Barnstormers iniziò a giocare nella af2, questa volta nella nuova Wells Fargo Arena; questa squadra si unì alla nuova incarnazione della AFL nel 2010 dopo la riorganizzazione della lega.

## Giocatori degni di nota
- Aaron Garcia - QB
- Gary Howe - OL/DL
- Mike Horacek - WR/LB
- Willis Jacox - FB/LB
- Kevin Kaesviharn - WR/DB
- Kevin Swayne - OS

### AFL Hall of Famers
- Jim Foster
- Jon Roehlk